# Tòa án tối cao Ireland
Tòa án tối cao Ireland (tiếng Ireland: Cúirt Uachtarach na hÉireann) là cơ quan xét xử cao nhất tại Cộng hòa Ireland. Tòa án tối cao, Tòa án phúc thẩm và Tòa án cấp cao thực hiện quyền giám sát hiến pháp đối với luật của Quốc hội. Tòa án tối cao có nhiệm vụ đảm bảo các cơ quan nhà nước và công dân tuân thủ Hiến pháp Ireland. Trụ sở Tòa án tối cao ở Tứ pháp đình tại Dublin.

## Lịch sử
Tòa án tối cao được thành lập chính thức vào ngày 29 tháng 9 năm 1961. Trước năm 1961, Tòa án tối cao Nhà nước Tự do Ireland là cơ quan xét xử cao nhất của Ireland theo điều khoản chuyển tiếp của Hiến pháp Ireland với điều kiện các thẩm phán phải tuyên thệ nhậm chức theo Hiến pháp mới. Tòa án tối cao Nhà nước Tự do Ireland được thành lập theo Luật Tổ chức tòa án 1924 và Hiến pháp Nhà nước Tự do Ireland. Trước năm 1924, Hiến pháp Nhà nước Tự do Ireland cho phép Tòa án Tư pháp Tối cao tiếp tục hoạt động, được thành lập vào năm 1877 tại Vương quốc Liên hiệp Anh và Ireland.

## Thành phần
Tòa án tối cao gồm chánh án, tối đa chín thẩm phán chính thức và hai thành viên dựa chức là chủ tịch Tòa án phúc thẩm và chủ tịch Tòa án cấp cao. Hội đồng xét xử Tòa án tối cao gồm ba, năm hoặc bảy thẩm phán. Tòa án tối cao có thể lập hơn một hội đồng xét xử cùng một lúc. Trong trường hợp xem xét tổng thống có bị mất năng lực làm việc vĩnh viễn hay không, xem xét tính hợp hiến của một dự luật do tổng thống chuyển đến hoặc xem xét tính hợp hiến của luật của Quốc hội thì hội đồng xét xử gồm ít nhất năm thẩm phán.
Thẩm phán Tòa án tối cao do tổng thống bổ nhiệm theo đề nghị ràng buộc của Chính phủ. Từ năm 1995, Chính phủ tham khảo ý kiến của hội đồng cố vấn tư pháp trước khi đề nghị bổ nhiệm thẩm phán.

### Thẩm phán đương nhiệm
| Họ tên          | Hình                                     | Bổ nhiệm          | Alma mater                                                                               | Chức vụ trước | Ghi chú                       |
| --------------- | ---------------------------------------- | ----------------- | ---------------------------------------------------------------------------------------- | --- | ----------------------------- |
| Donal O'Donnell | Donal O’Donnell, 2022 (cropped).jpg      | Tháng 3 năm 2010  | UCD (B.C.L.), Đại học Virginia (LL.M), King's Inns                                       | | Chánh án từ tháng 10 năm 2021 |
| Elizabeth Dunne |                                          | Tháng 7 năm 2013  | UCD (B.C.L.), King's Inns                                                                | Thẩm phán Tòa án cấp cao (2004–2013) Judge of the Circuit Court (1996–2004)                                                      |                               |
| Peter Charleton |                                          | Tháng 6 năm 2014  | TCD (B.A. (Mod) Legal Science), King's Inns                                              | Thẩm phán Tòa án cấp cao (2006–2014)                                                                                             |                               |
| Iseult O'Malley | Iseult O’Malley, Oct 2015 (cropped).jpg  | Tháng 10 năm 2015 | TCD (B.A. (Mod) Legal Science), King's Inns                                              | Thẩm phán Tòa án cấp cao (2012–2015)                                                                                             |                               |
| Séamus Woulfe   | Séamus Woulfe, May 2024 (cropped).jpg    | Tháng 7 năm 2020  | TCD (B.A. (Mod) Legal Science), Đại học Dalhousie (LL.M), King's Inns                    | Tổng chưởng lý (2017–2020) |                               |
| Gerard Hogan    | Gerard Hogan, October 2021 (cropped).jpg | Tháng 10 năm 2021 | UCD (B.C.L, LL.M, LL.D), Trường Luật Đại học Pennsylvania (LL.M), TCD (PhD), King's Inns | Advocate General of the Court of Justice (2018–2021) Thẩm phán Tòa án phúc thẩm (2014–2018) Thẩm phán Tòa án cấp cao (2010–2014) |                               |
| Brian Murray    | Brian Murray, Feb 2022 (cropped).jpg     | Tháng 2 năm 2022  | TCD, Đại học Cambridge (LL.M), King's Inns                                               | Thẩm phán Tòa án phúc thẩm (2019–2022)                                                                                           |                               |
| Maurice Collins | Maurice Collins, May 2024 (cropped).jpg  | Tháng 11 năm 2022 | UCC (B.A.), King's Inns                                                                  | Thẩm phán Tòa án phúc thẩm (2019–2022)                                                                                           |                               |
| Aileen Donnelly | Aileen Donnelly, June 2023 (cropped).jpg | Tháng 6 năm 2023  | UCD (B.C.L., M.Equal.S), King's Inns                                                     | Thẩm phán Tòa án phúc thẩm (2019–2023) Thẩm phán Tòa án cấp cao (2014–2019)                                                      |                               |

### Thành viên dựa chức
| Họ tên            | Nhậm chức        | Alma mater       | Notes                     |
| ----------------- | ---------------- | ---------------- | ------------------------- |
| Caroline Costello | Tháng 7 năm 2024 | UCD, King's Inns | Chủ tịch Tòa án phúc thẩm |
| David Barniville  | Tháng 7 năm 2022 | UCD, King's Inns | Chủ tịch Tòa án cấp cao   |

## Nhiệm kỳ
Thẩm phán Tòa án tối cao giữ chức vụ cho đến khi đạt độ tuổi nghỉ hưu bắt buộc là 70 tuổi. Quốc hội cũng có thể bãi nhiệm thẩm phán trong trường hợp mắc sai phạm hoặc mất năng lực làm việc.

## Thẩm quyền
Tòa án tối cao có thẩm quyền xét xử phúc thẩm quyết định của Tòa án phúc thẩm. Trong một số trường hợp đặc biệt, Tòa án tối cao có thể trực tiếp xét xử phúc thẩm quyết định của Tòa án cấp cao.
Tòa án tối cao có thẩm quyền xét xử sơ thẩm trong trường hợp xem xét tính hợp hiến của một dự luật theo đề nghị của tổng thống và xem xét tổng thống có mất năng lực làm việc hay không.
Từ khi Tòa án phúc thẩm được thành lập theo Tu chính án thứ 33 Hiến pháp Ireland, Tòa án tối cao có quyền từ chối thụ lý đơn kháng cáo quyết định của tòa án cấp dưới, tương tự như Tòa án Tối cao Hoa Kỳ.

## Giám sát hiến pháp
Tòa án tối cao có quyền hủy bỏ luật của Quốc hội trái với Hiến pháp Ireland và ban hành lệnh cấm đối với cơ quan nhà nước, cá nhân nhằm đảm bảo việc tuân thủ hiến pháp. Hiến pháp Ireland quy định luật trái với hiến pháp thì không có hiệu lực. Điều 26 Hiến pháp cho phép tổng thống đề nghị Tòa án tối cao xem xét tính hợp hiến của một dự luật trước khi công bố dự luật. Trong trường hợp Tòa án tối cao xác nhận tính hợp hiến thì tòa án khác không được xem xét lại tính hợp hiến của dự luật đó.
Từ năm 2013, thẩm phán Tòa án tối cao được trình bày ý kiến đồng tình, phản đối quyết định của Tòa án tối cao trong trường hợp Tòa án tối cao xem xét tính hợp hiến của luật của Quốc hội. Trong trường hợp Tòa án tối cao xem xét tính hợp hiến của một dự luật do tổng thống chuyển đến Tòa án tối cao thì Tòa án tối cao chỉ công bố một quyết đinh duy nhất. 